# Toxicité des bêta-bloquants
 Mise en garde médicale
 (février 2025).
Le contenu est difficilement compréhensible vu les erreurs de traduction, qui sont peut-être dues à l'utilisation d'un logiciel de traduction automatique.
La toxicité des bêta-bloquants est la prise excessive d'une quantité de médicaments connus sous le nom de bêta-bloquants, soit accidentellement, soit intentionnellement. Cela provoque souvent un rythme cardiaque lent et une pression artérielle basse. Certains bêta-bloquants peuvent également provoquer un rythme cardiaque irrégulier ou une hypoglycémie. Les symptômes surviennent généralement au cours des deux premières heures, mais avec certaines formes de médicaments, ils peuvent n'apparaître pas avant 20 heures. Une personne peut être médicalement autorisée si elle ne présente aucun symptôme 6 heures après avoir pris un dosage à libération immédiate.

## Description
Les bêta-bloquants comprennent entre autres le métoprolol, le bisoprolol, le carvédilol, le propranolol et le sotalol. Les modifications de l'ECG peuvent inclure un allongement de l'intervalle P-R et l'élargissement du complexe QRS. Mesurer les taux sanguins de bêta-bloquants n'est pas utile. D'autres conditions qui peuvent se présenter de manière similaire incluent toxicité des inhibiteurs calciques, le syndrome coronarien aigu, et l'hyperkaliémie.
Le traitement peut inclure des efforts pour réduire l'absorption du médicament, notamment : du charbon actif pris par la bouche s'il est administré peu de temps après l'ingestion ou une irrigation de l'intestin entier si une formule à libération prolongée a été prise. Les efforts pour provoquer des vomissements ne sont pas recommandés. Les médicaments pour traiter les effets toxiques comprennent : la perfusion intraveineuse, le bicarbonate de sodium, le glucagon, l'insuline à haute dose, les vasopresseurs et l'émulsion lipidique. L'oxygénation par membrane extracorporelle et la stimulation électrique peuvent également être des options. Certains bêta-bloquants peuvent être éliminés par dialyse.
La toxicité des bêta-bloquants est relativement rare. Avec les inhibiteurs calciques et les bêta-bloquants de la digoxine, ils ont l'un des taux de décès les plus élevés par surdosage. Ces médicaments sont devenus disponibles pour la première fois dans les années 1960 et 1970,.